# Гнила балка
Гнила балка — загальнозоологічний заказник місцевого значення. Об'єкт розташований на території Компаніївського району Кіровоградської області, поблизу с. Сасівка.
Площа — 80 га, статус отриманий у 2003 році.